# 1995 YM3
1995 YM3 är en asteroid i huvudbältet som upptäcktes 27 december 1995 av den japanska astronomen Takao Kobayashi vid Ōizumi-observatoriet.
Asteroiden har en diameter på ungefär 4 kilometer.